# HAT-P-24
HAT-P-24 es una estrella enana F8 a unos 400 parsecs de distancia. El HATNet Project descubrió un planeta con el método de tránsito, el HAT-P-24b que es un Júpiter caliente típico que la orbita en tan solo 3 días.

## Sistema planetario
En 2010, el Proyecto HATNet anunció el descubrimiento de un planeta extrasolar gigante de gas tipo Júpiter caliente en órbita alrededor de esta estrella. Siguiendo el esquema de designación usado por el Proyecto HATNet, la estrella se designó como HAT-P-24, y el planeta mismo como HAT-P-24b.
| Planeta | Masa                   | Semieje mayor (UA)        | Periodo orbital (días)          | Excentricidad | Inclinación            | Radio                  |
| ------- | ---------------------- | ------------------------- | ------------------------------- | ------------- | ---------------------- | ---------------------- |
| b       | 0.723 +0.031 −0.030 MJ | 0.04651 +0.00055 −0.00056 | 3.3552479 +0.0000062 −0.0000062 | <0.038        | 88.217 +0.716 −0.693 ° | 1.364 +0.068 −0.068 RJ |